# Hisamitsu Shimazu
Hisamitsu Shimazu (jap. 島津久光 Shimazu Hisamitsu; ur. 28 listopada 1817, zm. 6 grudnia 1887, zwany także Shimazu Saburō, 島津三郎) – japoński książę, samuraj okresu Edo.

## Życiorys
Urodził się 28 listopada 1817 r. w zamku Kagoshima (wówczas prowincja Satsuma, obecnie prefektura Kagoshima) jako syn Narioki'ego Shimazu, pana domeny Satsuma; był młodszym bratem Nariakiry Shimazu. 
Wkrótce po urodzeniu został adoptowany przez rodzinę Tanegashima, po czym wrócił do rodzinnego domu, aby w wieku ośmiu lat trafić do rodu Shigetomi-Shimazu. Tam zmieniono jego dotychczasowe imię Kanenoshin na Matajirō. W 1828 r. otrzymał imię Tadayuki. W wieku 22 lat, po ślubie z córką pana Shigetomi, Tadakimi został głową rodziny. Był także kandydatem do sukcesji w rodzinnym majątku Shimazu. Jego przyrodni starszy brat, Nariakira, objął po ojcu domenę Satsuma. Zmarł jednak w 1858 r., pozostawiając nieletniego syna, Tadayoshiego. Hisamitsu Shimazu został zobowiązany do opieki nad młodym Tadayoshim.
W 1862 r. wyjechał do Kioto, gdzie w ramach gwałtownych przemian schyłkowego okresu Tokugawa zaangażował się w politykę zmierzającą do osiągnięcia kompromisu polegającego na współdziałaniu arystokracji i samurajów pod patronatem cesarza.
Hisamitsu Shimazu zapisał się w historii za sprawą udziału w tzw. incydencie w Namamugi, w którym zginął obywatel brytyjski Charles Lennox Richardson, co doprowadziło do zbombardowania Kagoshimy przez Brytyjczyków.
W 1884 r., w ramach tworzenia systemu hierarchicznego arystokratów, wzorowanego na tradycji brytyjskiej, Shimazu otrzymał tytuł księcia (jap. kōshaku, 公爵?).
Hisamitsu Shimazu zmarł 6 grudnia 1887 r. i został pochowany w prefekturze Kagoshima.